# Histoire de la Finlande pendant la Seconde Guerre mondiale

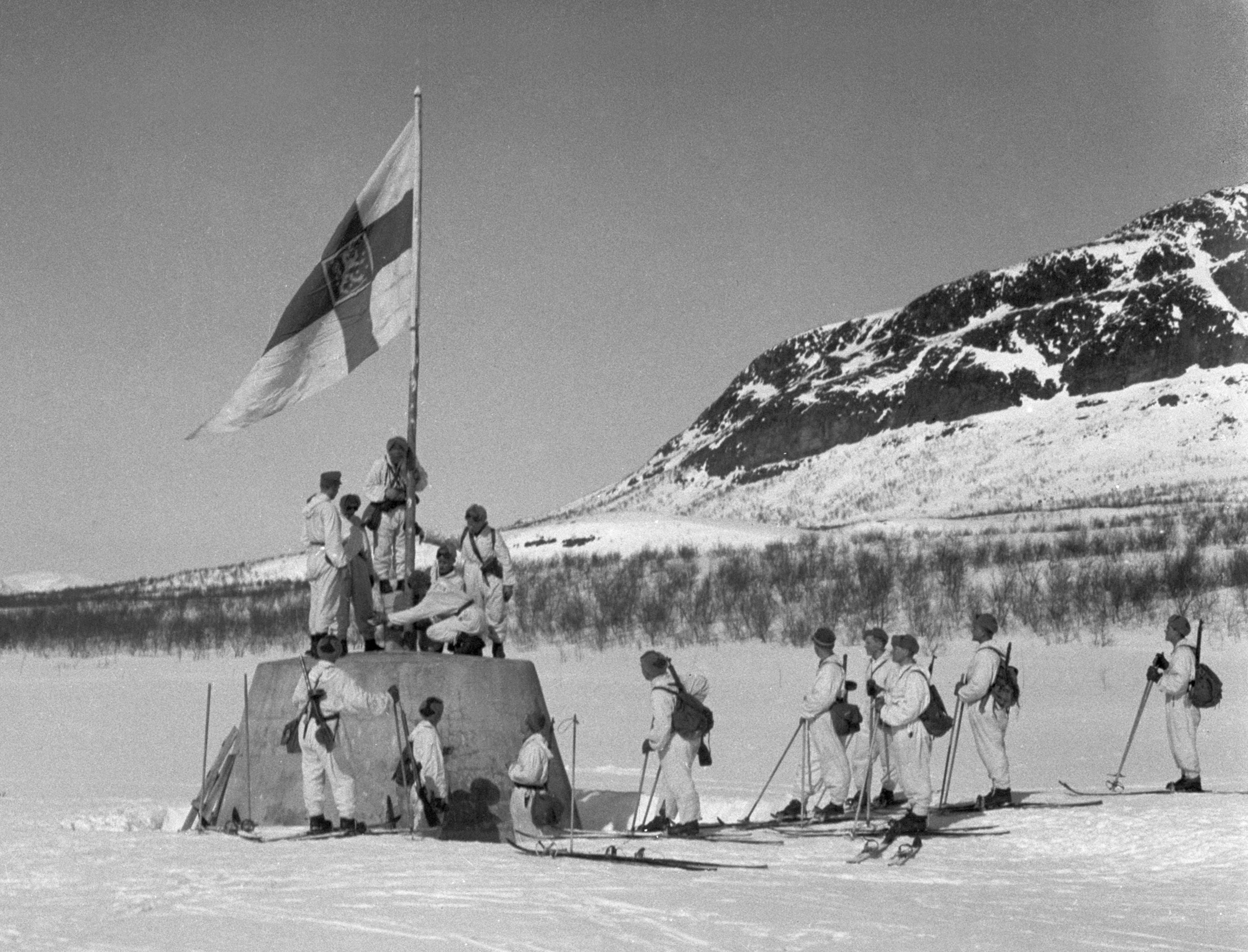
Soldats finlandais hissant le drapeau sur le cairn des Trois Royaumes entre la Norvège, la Suède et la Finlande le 27 avril 1945, date qui marque la fin de la Seconde Guerre mondiale en Finlande.

L'histoire de la Finlande pendant la Seconde Guerre mondiale débute en 1939 par la participation à une guerre défensive contre l'Union soviétique, suivie d'une autre campagne contre l'URSS en agissant de concert avec l'Allemagne nazie, avant de rejoindre les Alliés pour la lutte finale contre le Troisième Reich.
Les deux premiers conflits majeurs dans lesquels la Finlande est directement impliquée sont la guerre d'hiver défensive contre une invasion de l'Union soviétique en 1939, suivie de la guerre de Continuation aux côtés de l'Allemagne et des autres puissances de l'Axe contre les Soviétiques de 1941 à 1944. Le troisième conflit, la guerre de Laponie contre l'Allemagne de 1944 à 1945, éclate à la suite de la signature de l'armistice de Moscou avec les puissances alliées, stipulant l'expulsion obligatoire des forces allemandes nazies du territoire finlandais.
À la fin des hostilités, la Finlande conserve son statut de pays indépendant, bien que « finlandisé », mais doit céder près de 10 % de son territoire, dont sa quatrième ville, Viipuri (Vyborg), doit verser une importante somme de réparations de guerre à l'Union Soviétique, et reconnaît formellement sa responsabilité partielle de la guerre de Continuation. À la suite de cette perte territoriale, la population vivant dans ces régions a abandonné ses maisons, se réinstallant dans des zones restées à l'intérieur des frontières de la Finlande.

## Contexte

### Indépendance finlandaise

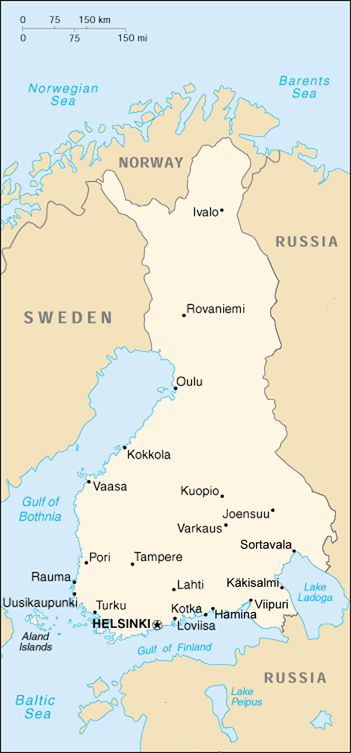
Le Grand-duché de Finlande, ancien pays sous domination de l'Empire russe jusqu'en 1917.

En 1809, l'Empire russe capture le territoire finlandais à la Suède lors de la guerre de Finlande. La Finlande entre alors dans une union personnelle avec l'Empire russe en tant que grand-duché doté d'une large autonomie. Pendant la période de domination russe, le pays est généralement prospère. Le 6 décembre 1917, pendant la guerre civile russe, le parlement finlandais Suomen Eduskunta déclare son indépendance vis-à vis de la Russie, acceptée par le régime bolchevique de l'Union soviétique le 31 décembre. En janvier 1918, l'Eduskunta ordonne au général Carl Mannerheim le déploiement de gardes blancs finlandais locaux pour désarmer les gardes rouges finlandais et les troupes russes dans le pays. L'ordre est exécuté à compter du 27 janvier, conduisant au début de la guerre civile finlandaise.
Après l'effondrement du front de l'Est et des négociations de paix entre les bolcheviks et l'Allemagne, les troupes allemandes interviennent dans le pays et occupent Helsinki et la Finlande. La faction rouge est vaincue et les survivants soumis à un règne de terreur au cours duquel au moins 12 000 personnes perdent la vie. Un nouveau gouvernement mené par le Premier ministre Juho Kusti Paasikivi poursuit une politique pro-allemande et cherche à annexer la Carélie russe, territoire à majorité finnophone bien que n'ayant jamais fait partie de la Finlande.

### Traité de Tartu
Après l'extinction de la monarchie des Hohenzollern le 9 novembre 1918, la Pologne, l'Estonie, la Lettonie et la Lituanie deviennent indépendantes, les troupes allemandes quittent la Finlande et les navires britanniques opèrent dans la Baltique. Mannerheim est élu régent par l'Eduskunta et la politique finlandaise devient pro-Entente lorsque les puissances occidentales interviennent dans la guerre civile russe (7 novembre 1917 - 16 juin 1923). Mannerheim est favorable à une intervention contre les bolcheviks, mais la suspicion envers les Russes blancs refusant de reconnaître l'indépendance finlandaise conduira à l'annulation de sa politique agressive, puis la victoire des bolcheviks en Russie devancera les hostilités finlandaises.
Paasikivi conduit une délégation à Tartu en Estonie avec des instructions pour établir une frontière du lac Ladoga au sud, via le lac Onega jusqu'à la mer Blanche au nord. L'importance du chemin de fer de Mourmansk, construit en 1916, permet à la délégation soviétique de rejeter la proposition de frontière finlandaise. Le traité du 14 octobre 1920 reconnait finalement une frontière qui permet à la Finlande d'obtenir le port nord de Petsamo (Pechenga), un débouché vers l'océan Arctique et une frontière à peu près la même que celle de l'ancien Grand-Duché de Finlande, les revendications sur les régions de la Carélie orientale sont abandonnées et les Soviétiques acceptent de ne pas déplacer la frontière sud-est à l'ouest de Petrograd.

## Guerre d'Hiver
Pendant la période de la guerre d'Hiver, les relations entre la Finlande et l'Union soviétique demeurent tendues. Certains éléments en Finlande maintiennent le rêve de la « Grande Finlande » qui comprend la partie de la Carélie sous contrôle soviétique. La proximité de la frontière finlandaise avec Leningrad (aujourd'hui Saint-Pétersbourg) inquiète les dirigeants soviétiques. Le 23 août 1939, l'Allemagne nazie et l'Union soviétique signent le pacte Molotov-Ribbentrop ; une clause secrète de cet accord marque la Finlande comme faisant partie de la sphère d'influence soviétique.
Le 12 octobre, l'Union soviétique entame des négociations avec la Finlande concernant des parties du territoire finlandais, l'isthme de Carélie, les îles du golfe de Finlande et la péninsule de Hanko. Aucun accord ne sera trouvé. Le 26 novembre, l'Union soviétique accuse l'armée finlandaise d'avoir bombardé le village de Mainila. On découvrit par la suite que les Soviétiques avaient en fait bombardé leur propre village pour créer une excuse afin d'abolir leur pacte de non-agression avec la Finlande. Le 30 novembre, l'Union soviétique attaque la Finlande. Cette attaque est dénoncée par la Société des Nations et, en conséquence, l'Union soviétique est expulsée de cet organisme le 14 décembre.

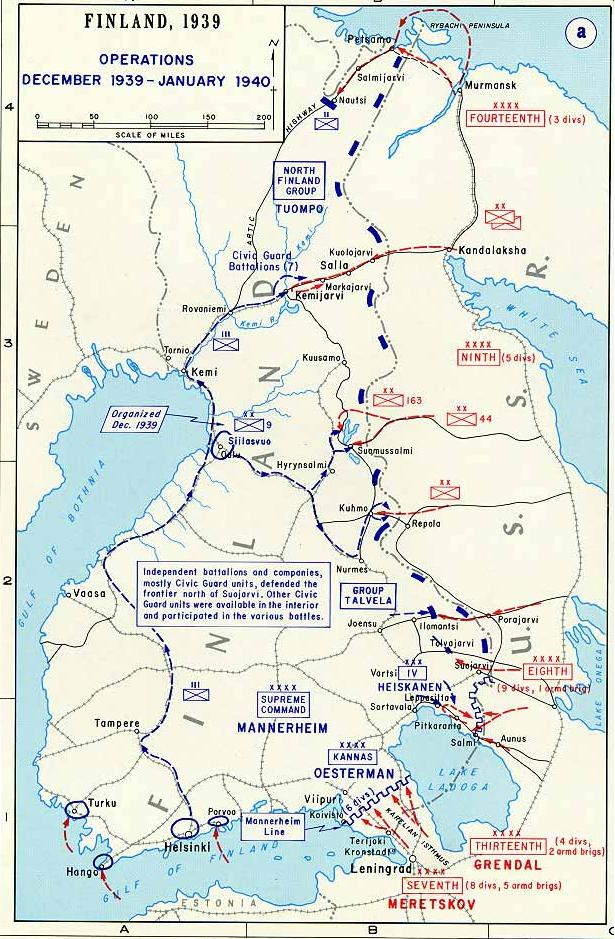
Première phase de la guerre d'Hiver.

Le but de l'invasion est d'annexer la Finlande à l'Union soviétique,,,,,. La première attaque, menée le 30 novembre 1939, est un bombardement aérien de la ville d'Helsinki et tout le long de la frontière finno-soviétique. Cela met le peuple finlandais sur la défensive sans avoir à prendre de décision, unifiant le pays autrefois divisé. D'après les soviétiques, l'invasion est censée représenter la libération des « Finlandais rouges », avec l'annexion éventuelle de la Finlande à l'URSS,. À cette fin, un gouvernement fantoche, la « République démocratique finlandaise » est établi à Terijoki sous la direction de l'exilé Otto Wille Kuusinen.
Les objectifs stratégiques de l'Armée rouge comprennent la coupure du pays en deux et la capture de Petsamo au nord et d'Helsinki au sud. Les Soviétiques avaient renforcé leurs forces à la frontière pendant plusieurs mois lors des négociations précédentes. L'Union soviétique déploie quatre armées composées de 16 divisions et trois autres seront ultérieurement mises en place ; pendant ce temps, l'armée finlandaise dispose seulement de 9 divisions plus petites. De plus, les forces soviétiques jouissent d'une supériorité écrasante dans le nombre d'unités blindées et aériennes déployées alors que les Finlandais doivent défendre une frontière d'environ 1 287 km de long, présentant aux défenseurs un désavantage important.
La guerre d'Hiver s'est déroulée en trois étapes dans principalement trois zones différentes : l'avance soviétique initiale, une courte accalmie puis une nouvelle offensive soviétique. L'isthme de Carélie et la région du lac Ladoga étaient le principal objectif de l'effort de guerre soviétique. Une attaque sur deux fronts est mise en place, un mouvement en tenaille engageant les forces finlandaises sur l'isthme tandis que l'autre contourne le lac Ladoga pour tenter d'encercler les défenseurs. Cette force doit ensuite avancer et capturer la ville de Viipuri. Le deuxième front s'établit en Carélie centrale, où les forces soviétiques doivent avancer jusqu'à la ville d'Oulu, coupant ainsi le pays en deux. Enfin, une course vers le sud depuis le nord a pour objectif de capturer la région de Petsamo. Fin décembre, les deux principaux fronts s'étaient arrêtés alors que les Finlandais contre-attaquaient avec plus de force et que les Soviétiques s'enlisaient. Avec l'échec de deux de ses trois offensives fin décembre, le quartier général soviétique ordonne l'arrêt des opérations. Le 27 décembre, une brèche est ouverte par les forces soviétiques dans l'isthme de Carélie. Au nord, les Finlandais sont repoussés à Nautsi et des renforts sont déployés dans les hauteurs pour arrêter l'avance soviétique au sud de Petsamo. Au cours de cette période, les Finlandais harcèlent les colonnes de ravitaillement et mènent des raids contre des positions soviétiques fortifiées. Une accalmie s'ensuit en janvier 1940, alors que l'armée soviétique réévalue sa stratégie, se réarme et se réapprovisionne. La dernière phase débute en février 1940 avec un important barrage d'artillerie mis en place du 2 au 11 février, accompagné de raids de reconnaissance sur des objectifs clés. Les Soviétiques, utilisant de nouveaux équipements et matériaux, commencent également à utiliser des tactiques de rotation des troupes de la réserve vers le front, en faisant constamment pression sur les défenseurs finlandais. Il semblait que l'Armée rouge disposait de quantités inépuisables de munitions et de fournitures, car les attaques étaient toujours précédées de barrages, suivis d'assauts aériens puis de mouvements de troupes aléatoires contre les lignes. Les chefs militaires et gouvernementaux finlandais constatent finalement qu'il ne reste plus qu'à négocier un traité de paix avec Moscou.
La ténacité du peuple finlandais, tant militaire que civil, face à un adversaire supérieur lui a valu beaucoup de sympathie dans le monde entier. Cependant, le soutien matériel d'autres pays est inconséquent et aucun pays frontalier de la Finlande n'est disposé à engager ses forces armées dans une guerre contre l'URSS. La nécessité d'une solution diplomatique devient encore plus évidente après le franchissement de la ligne défensive finlandaise sur l'isthme de Carélie par les forces soviétiques, celles-ci se dirigeant ensuite vers Viipuri.
Une proposition de Grande Trêve est envoyée à la Finlande par Molotov à la mi-février, réclamant de nouvelles terres pour l'URSS et d'importantes sanctions diplomatiques et militaires. Le 28 février, Molotov lance un ultimatum avec un délai de 48 heures, poussant les dirigeants finlandais à agir rapidement. Le peuple finlandais est épuisé et ne peut résister à un nombre aussi important et bien fourni des forces soviétiques. Le 13 mars 1940, la guerre d'Hiver est officiellement terminée, le traité de Moscou est signé et aboutit à la prise de nouveaux territoires, dépassant les espérances initiales de l'Union soviétique.

## Grande Trêve

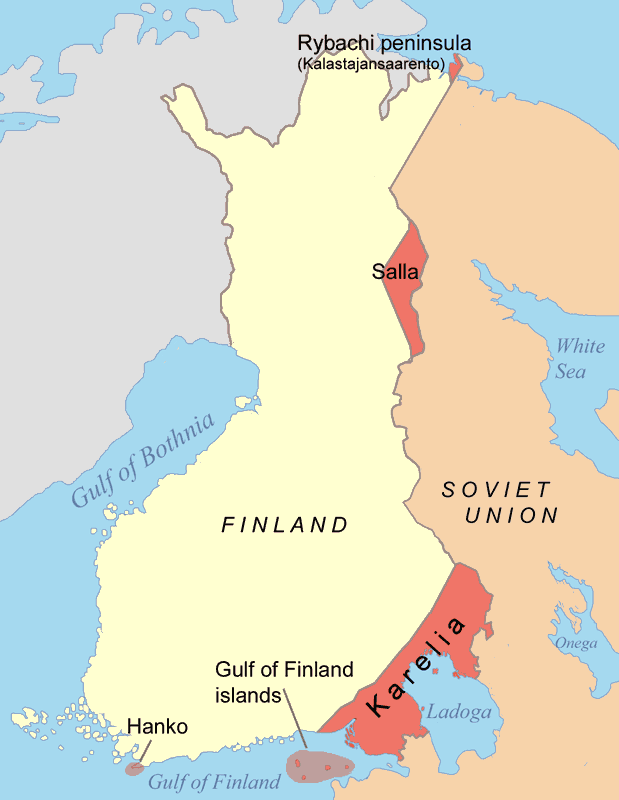
Concessions de la Finlande à la suite de la guerre d'Hiver.

La période de paix appelée « Grande Trêve » — qui suit la guerre d'Hiver — est largement considérée comme temporaire par les Finlandais, même lorsque la paix est annoncée en mars 1940. Une période d'efforts diplomatiques frénétiques et de réarmement suivra. L'Union soviétique maintient une pression intense sur la Finlande, accélérant ainsi les efforts finlandais pour améliorer la sécurité du pays.
Des arrangements défensifs sont tentés avec la Suède et la Grande-Bretagne, mais la situation politique et militaire dans le contexte de la Seconde Guerre mondiale rend ces efforts infructueux. La Finlande se tourne ensuite vers l'Allemagne nazie afin d'obtenir une aide militaire. À l'approche de l'offensive allemande contre l'Union soviétique (opération Barbarossa), la coopération entre les deux pays s'est intensifiée. Les troupes allemandes arrivent en Finlande et prennent position, principalement en Laponie, d'où elles envahiront l'Union soviétique. L'armée finlandaise participe à la planification de l'opération Barbarossa en se préparant à envahir l'Union soviétique aux côtés des Allemands au nord et de manière indépendante au sud.
L'opération Barbarossa débute le 22 juin 1941. Le 25 juin, l'Union soviétique lance un raid aérien contre les villes finlandaises, provoquant la déclaration de guerre de la Finlande. Cela permettra également aux troupes allemandes stationnées en Finlande de débuter une guerre offensive. La guerre en résultant est connue des Finlandais sous le nom de guerre de Continuation.

## Guerre de Continuation

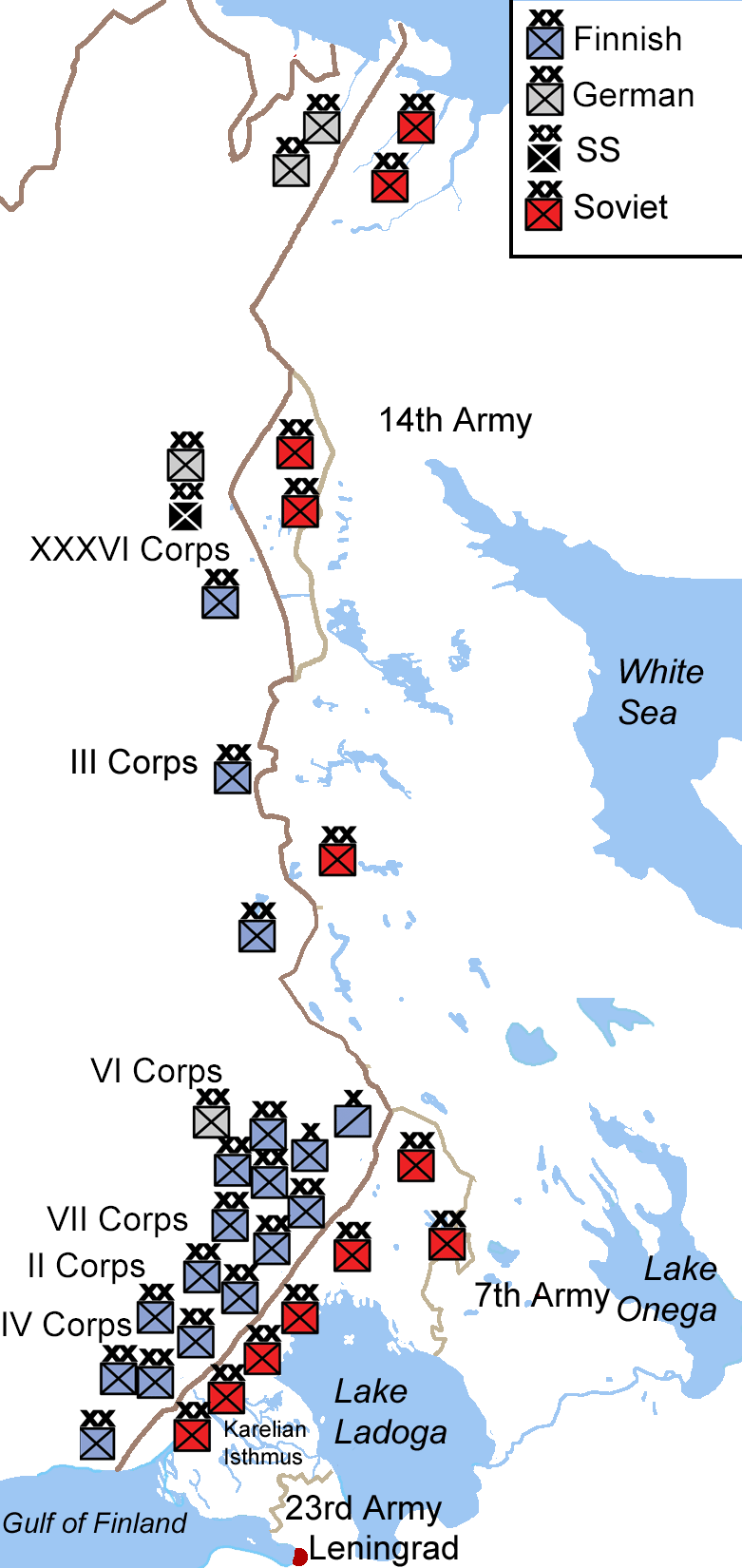
Forces relatives des troupes finlandaises, allemandes et soviétiques au début de la guerre de Continuation en juin 1941.

Au cours de l'été et de l'automne 1941, l'armée finlandaise passe à l'offensive, reprenant les territoires perdus lors de la guerre d'Hiver. L'armée finlandaise mène une percée notamment en direction du lac Onega (à l'est du lac Ladoga), fermant le blocus de la ville de Leningrad par le nord et occupant la Carélie orientale après l'avoir envahie, territoire qui n'avait jamais fait partie de la Finlande auparavant. Cela aboutit à ce que Staline demande à Roosevelt de l'aider à rétablir des relations pacifiques entre la Finlande et l'Union soviétique le 4 août 1941. Le refus de la Finlande de l'offre soviétique de concessions territoriales en échange d'un traité de paix amènera plus tard la Grande-Bretagne à déclarer la guerre à la Finlande le 6 décembre (les États-Unis ont maintenu des relations diplomatiques avec la Finlande jusqu'à l'été 1944). Les troupes allemandes et finlandaises dans le nord de la Finlande ont eu moins de succès, échouant à prendre la ville portuaire russe de Mourmansk lors de l'opération Silberfuchs.
Le 31 juillet 1941, le Royaume-Uni lance des raids sur Kirkenes et Petsamo pour manifester son soutien à l'Union soviétique, mais ceux-ci ont échoué.
En décembre 1941, l'armée finlandaise prend des positions défensives. Cela conduit à une longue période de calme relatif sur la ligne de front qui dure jusqu'en 1944. Durant cette période, à partir de 1941 mais surtout après la cuisante défaite allemande à la bataille de Stalingrad, des demandes de paix intermittentes ont lieu, mais ces négociations n'aboutiront à aucune issue favorable.
Le 16 mars 1944, le président des États-Unis Franklin D. Roosevelt appelle la Finlande à se dissocier de l'Allemagne nazie.
Le 9 juin 1944, l'Armée rouge lance une offensive stratégique majeure contre la Finlande, atteignant une vaste supériorité numérique et surprenant l'armée finlandaise. Cette attaque repousse les forces finlandaises approximativement aux mêmes positions qu'elles tenaient à la fin de la guerre d'Hiver. Finalement, l'offensive soviétique s'arrête lors de la bataille de Tali-Ihantala, alors qu'il reste encore des dizaines ou des centaines de kilomètres devant la principale ligne de fortifications finlandaise, la ligne Salpa. Cependant, la guerre avait épuisé les ressources finlandaises et l'on pensait que le pays ne serait pas en mesure de tenir face à une autre attaque majeure.
L'aggravation de la situation en 1944 conduit le président finlandais Risto Ryti à donner à l'Allemagne sa garantie personnelle que la Finlande ne négociera pas la paix avec l'Union soviétique tant qu'il est président. En échange, l'Allemagne livre des armes aux forces finlandaises. Après l'arrêt de l'offensive soviétique, Ryti finit par démissionner. En raison de la situation de guerre, il est impossible de mener à bien une élection, contraignant le Parlement à nommer le maréchal finlandais Carl Gustaf Emil Mannerheim président du pays. Celui-ci sera chargé de négocier la paix.
Le front finlandais demeurait un théâtre d'opération mineur pour les dirigeants soviétiques, ceux-ci étant dans une course pour atteindre la capitale Berlin avant leurs Alliés occidentaux. C'est principalement pour cette raison, ajoutée aux lourdes pertes infligées à l'Armée rouge par les Finlandais, que la plupart des troupes soviétiques seront retirées du front finlandais. Le 4 septembre 1944, un cessez-le-feu est conclu et l'armistice de Moscou est signé le 19 septembre, entre l'Union soviétique et le Royaume-Uni d'un côté et la Finlande de l'autre.

## Armistice de Moscou
L'armistice de Moscou est signé par la Finlande et l'Union soviétique le 19 septembre 1944 mettant fin à la guerre de Continuation. Le traité de paix final ne sera signé qu'en 1947 à Paris.
Les conditions de paix demeurent similaires à celles précédemment convenues dans le traité de paix de Moscou de 1940, la Finlande étant forcée de céder des parties de la Carélie finlandaise, une partie de la région de Salla et des îles du golfe de Finlande. Le nouvel armistice remet également l'ensemble de Petsamo à l'Union soviétique. La Finlande accepte également de légaliser les partis communistes et d'interdire les organisations fascistes. Enfin, l'armistice exige également l'expulsion des troupes allemandes de son territoire, ce qui sera à l'origine de la guerre de Laponie.

## Guerre de Laponie

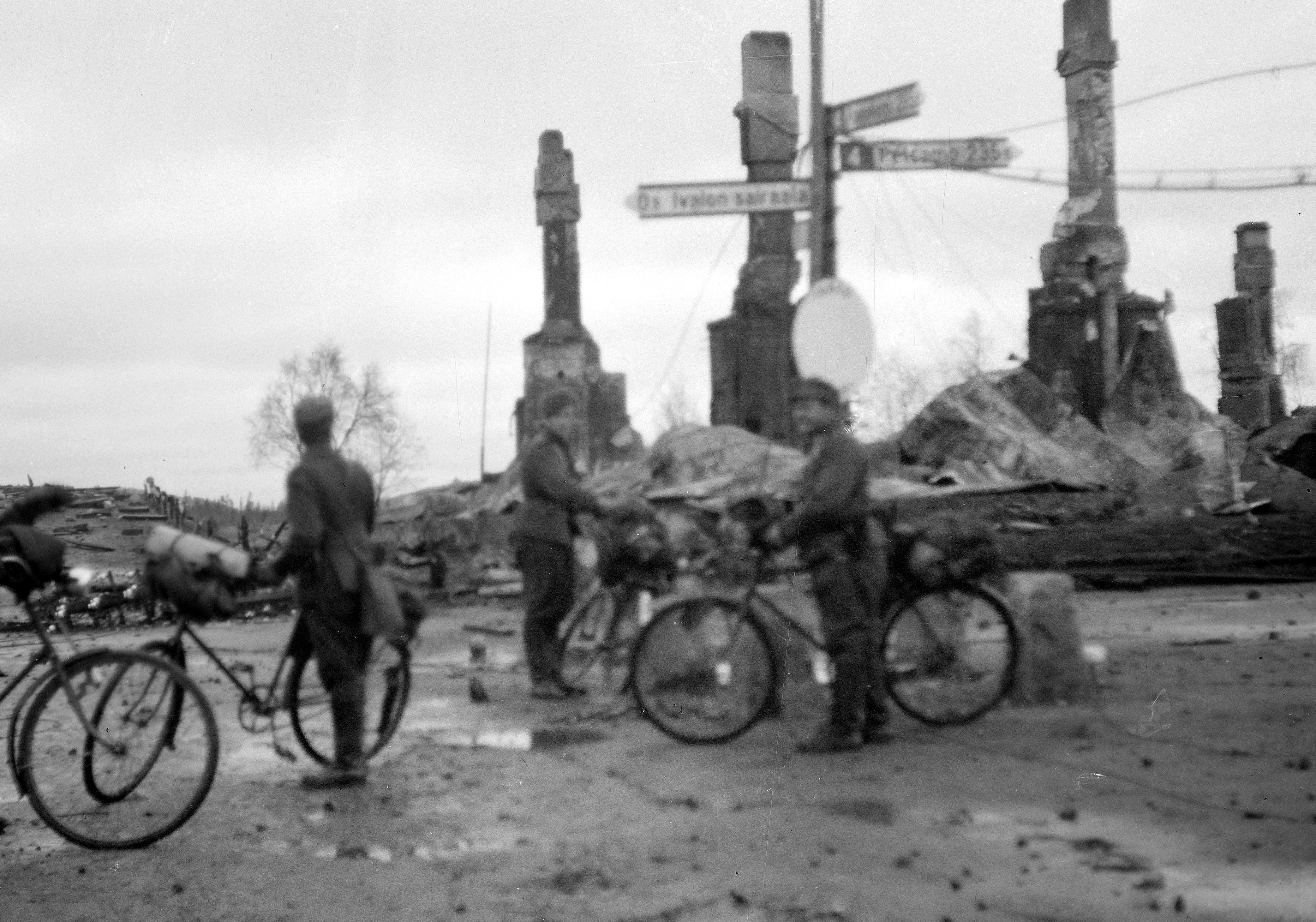
Le village d'Ivalo détruit par les Allemands lors de leur retraite dans le cadre de leur politique de la terre brûlée.

La guerre de Laponie oppose la Finlande et l'Allemagne nazie en Laponie, la région la plus septentrionale de la Finlande. Le principal intérêt stratégique de l'Allemagne dans la région sont les mines de nickel dans la région de Petsamo.
Initialement, la guerre est prudente des deux côtés en  se réduisant à quelques escarmouches, ce qui reflète la coopération précédente des deux pays contre leur ennemi commun, mais à la fin de 1944, les combats s'intensifient. La Finlande et l'Allemagne avaient conclu un accord informel et un calendrier pour le retrait des troupes allemandes de la Laponie vers la Norvège. L'Union soviétique ne l'entend pas de cette oreille, refusant cette « amitié », et fait pression sur la Finlande pour qu'elle joue un rôle plus actif dans l'expulsion des Allemands de la Laponie, intensifiant ainsi les hostilités.
Les Allemands adoptent une politique de la terre brûlée et commencent à dévaster toute la moitié nord du pays lors de leur retraite. Environ 100 000 personnes perdent leur maison, ajoutant au fardeau de la reconstruction d'après-guerre. Contrairement au front de l'Est, les pertes humaines lors de la retraite allemande sont relativement légères. La Finlande perd environ 1 000 soldats et l'Allemagne environ 2 000. L'armée finlandaise expulse les dernières troupes étrangères de son sol en avril 1945.

## Après-guerre
La guerre cause de grands dommages aux infrastructures et à l'économie. À partir de l'automne 1944, l'armée et la marine finlandaises effectuent de nombreuses opérations de déminage, notamment en Carélie, en Laponie et dans le golfe de Finlande. Les opérations de déminage en mer durent jusqu'en 1950. Les mines ont fait de nombreuses victimes militaires et civiles, notamment en Laponie.
Dans le cadre du traité de paix de Paris, la Finlande est classée comme alliée de l'Allemagne nazie, portant sa responsabilité dans la guerre. Le traité impose de lourdes réparations de guerre à la Finlande et stipule le bail de la région de Porkkala près de la capitale finlandaise Helsinki comme base militaire pour cinquante ans. Alors que l'on pensait que les réparations allaient paralyser l'économie, un effort déterminé est mené pour les payer. Les réparations sont réduites de 25 % en 1948 par l'Union soviétique avant d'être remboursées en 1952. La région de Porkkala revient sous contrôle finlandais en 1956.
Au cours des années suivantes, la position de la Finlande est unique dans la guerre Froide. Le pays est fortement influencé par l'Union soviétique, mais demeure le seul pays à la frontière soviétique d'avant la Seconde Guerre mondiale à conserver la démocratie et une économie de marché. La Finlande et l'Union soviétique concluent l'Accord d'amitié, de coopération et d'assistance mutuelle (Traité YYA) dans lequel le statut neutre de la Finlande est accepté. Les achats d'armes seront équilibrés entre l'Est et l'Ouest jusqu'à la chute de l'Union soviétique.

## Évaluation

### Entre la Finlande et l'Allemagne nazie
Pendant la guerre de Continuation (1941-1944), le gouvernement finlandais en temps de guerre prétend être un co-belligérant de l'Allemagne nazie contre l'Union soviétique tout en s'abstenant de signer le pacte tripartite. La Finlande dépendait des livraisons de nourriture, de carburant et d'armement en provenance d'Allemagne au cours de cette période et est influencée pour signer le pacte anti-Komintern, une alliance moins formelle que le pacte tripartite considéré par les dirigeants nazis comme un « test décisif de loyauté ». Les dirigeants finlandais ont adhéré à de nombreux accords écrits et oraux sur la coopération pratique avec l'Allemagne pendant le conflit. La Finlande est l'un des alliés les plus importants de l'Allemagne dans l'attaque contre l'Union soviétique, permettant aux troupes allemandes de bénéficier de bases en Finlande avant l'attaque et de se joindre à l'attaque contre l'URSS quasi immédiatement. Le traité de paix de Paris de 1947 signé par la Finlande cite notamment que le pays avait été « un allié de l'Allemagne hitlérienne » et portait une responsabilité partielle dans le conflit,.
La Finlande demeurait cependant une anomalie parmi les alliés allemands en conservant un gouvernement démocratique indépendant. De plus, pendant la guerre, la Finlande garde son armée en dehors de la structure de commandement allemande malgré leurs nombreuses tentatives de liaisons plus étroites. La Finlande réussit à ne pas prendre part au siège de Leningrad malgré les souhaits d'Hitler et refuse de couper le chemin de fer de Mourmansk.
Les Juifs finlandais n'étaient pas persécutés, et même parmi les extrémistes de la droite finlandaise, ils étaient hautement tolérés, car de nombreux dirigeants du mouvement venaient du clergé. Sur environ 500 réfugiés juifs, huit ont été remis aux Allemands, un fait pour lequel le Premier ministre finlandais Paavo Lipponen a présenté des excuses officielles en 2000. La synagogue de campagne exploitée par l'armée finlandaise est probablement un phénomène unique sur le front oriental de la guerre. Les Juifs finlandais ont également combattu aux côtés d'autres Finlandais.
Environ 2 600 à 2 800 prisonniers de guerre soviétiques ont été remis aux Allemands en échange d'environ 2 200 prisonniers de guerre finlandais détenus par les Allemands. En novembre 2003, le Centre Simon Wiesenthal soumet une demande officielle à la présidente finlandaise Tarja Halonen pour qu'une enquête à grande échelle soit menée par les autorités finlandaises sur l'échange de prisonniers. Dans l'étude ultérieure du professeur Heikki Ylikangas, il s'avère qu'environ 2 000 des prisonniers échangés ont rejoint l'Armée de libération russe. Les autres, principalement des officiers militaires et politiques (parmi eux, une estimation nominative de 74 Juifs), ont très probablement péri dans les camps de concentration nazis,.

### La Finlande et la Seconde Guerre mondiale en général
Pendant la Seconde Guerre mondiale, le statut de la Finlande est étonnant : c'est le seul pays européen limitrophe de l'Union soviétique en 1939 qui est encore inoccupé en 1945. C'est également un pays qui s'est rangé du côté de l'Allemagne, mais dans lequel les Juifs indigènes et presque tous les réfugiés étaient à l'abri de la persécution. Ayant combattu aux côtés de l'Allemagne nazie notamment au sein du bataillon finlandais de la Waffen-SS, la Finlande se distingue comme étant le seul pays allié des forces de l'Axe à avoir maintenu la démocratie tout au long de la guerre. C'est en fait la seule démocratie d'Europe continentale qui le restait malgré son implication dans la guerre.
Selon les archives finlandaises, 19 085 prisonniers de guerre soviétiques sont morts dans des camps de prisonniers finlandais pendant la guerre de Continuation, signifiant que 29,6 % des prisonniers de guerre soviétiques capturés par les Finlandais n'ont pas survécu. Le nombre élevé de décès est principalement dû à la malnutrition et aux maladies. Cependant, environ 1 000 prisonniers de guerre ont été abattus, principalement lors de tentative de fuite.
Lorsque l'armée finlandaise contrôlait la Carélie orientale entre 1941 et 1944, plusieurs camps de concentration ont été mis en place pour les civils russes. Le premier camp est installé le 24 octobre 1941, à Petrozavodsk. Parmi ces civils internés, 4 361 périrent principalement de malnutrition, dont 90 % au printemps et à l'été 1942.